# Tutta l'Italia
«Tutta l'Italia» (укр. Вся Італія) — пісня італійського музиканта й ді-джея Габрі Понте, з якою він переміг на San Marino Song Contest 2025 і представляє Сан-Марино на Пісенному конкурсі Євробачення 2025 в Базелі, Швейцарія.

## Про пісню
«Tutta l'Italia» поєднує танцювальну музику та італійську культуру. Першою слухачкою пісні стала донька Габрі Понте — він увімкнув трек, коли віз її до парку. Після завершення вона сказала: «Тато, ввімкни ще раз».

## Пісенний конкурс Євробачення 2025

### San Marino Song Contest 2025
Спочатку «Tutta L'Italia» мала брати участь Фестивалі Санремо 2025, де Італія обирала свого артиста для участі в Євробаченні. Але трек Габрі Понте в підсумку не змагався у конкурсі, а був головною темою всього шоу.
Потім надійшла пропозиція від San Marino Song Contest — конкурсу, на якому Сан-Марино (що межує з Італією) обирає свого представника на Євробаченні. Габрі виступив зі своїм танцювальним треком, а на сцені поруч із ним за діджейським пультом співали вокалісти в масках. Він змагався з 19 іншими піснями. Переможця визначало лише журі, і ним стала «Tutta L'Italia».

### На Євробаченні
28 січня 2025 року відбулося жеребкування, яке визначило, у якому з півфіналів Євробачення змагатиметься кожна країна. За результатами жеребкування Сан-Марино потрапило до другої половини першого півфіналу, який відбувся 13 травня 2025 року на арені Санкт-Якобсгалле в Базелі, Швейцарія. 27 березня стало відомо, що Габрі Понте із піснею «Tutta l'Italia» виступатиме під 11 порядковим номером у півфіналі. Музиканту вдалося кваліфікуватися до фіналу конкурсу, що пройде 17 травня.